# Skate America
O Skate America é uma competição internacional e anual de patinação artística disputado desde 1979, e que faz parte do calendário do Grand Prix ISU desde 1995. A competição tem quatro eventos: individual masculino, individual feminino, duplas e dança no gelo.

## Edições
| Ano  | Edição               | Cidade sede                | Sênior               | Sênior               | Sênior               | Sênior               | Ref               |
| Ano  | Edição               | Cidade sede                | M                    | F                    | P                    | D                    | Ref               |
| ---- | -------------------- | -------------------------- | -------------------- | -------------------- | -------------------- | -------------------- | ----------------- |
| 1979 | 1.ª                  | Lake Placid, Nova Iorque   | •                    | •                    | •                    | •                    | [ 1 ] [ 2 ] [ 3 ] |
| 1980 | Não houve competição | Não houve competição       | Não houve competição | Não houve competição | Não houve competição | Não houve competição | [ 1 ] [ 2 ] [ 3 ] |
| 1981 | 2.ª                  | Lake Placid, Nova Iorque   | •                    | •                    | •                    | •                    | [ 1 ] [ 2 ] [ 3 ] |
| 1982 | 3.ª                  | Lake Placid, Nova Iorque   | •                    | •                    | •                    | •                    | [ 1 ] [ 2 ] [ 3 ] |
| 1983 | 4.ª                  | Rochester, Nova Iorque     | •                    | •                    | •                    | •                    | [ 1 ] [ 2 ] [ 3 ] |
| 1984 | Não houve competição | Não houve competição       | Não houve competição | Não houve competição | Não houve competição | Não houve competição | [ 1 ] [ 2 ] [ 3 ] |
| 1985 | 5.ª                  | Saint Paul, Minnesota      | •                    | •                    | •                    | •                    | [ 1 ] [ 2 ] [ 3 ] |
| 1986 | 6.ª                  | Portland, Maine            | •                    | •                    | •                    | •                    | [ 1 ] [ 2 ] [ 3 ] |
| 1987 | Não houve competição | Não houve competição       | Não houve competição | Não houve competição | Não houve competição | Não houve competição | [ 1 ] [ 2 ] [ 3 ] |
| 1988 | 7.ª                  | Portland, Maine            | •                    | •                    | •                    | •                    | [ 1 ] [ 2 ] [ 3 ] |
| 1989 | 8.ª                  | Indianápolis, Indiana      | •                    | •                    | •                    | •                    | [ 1 ] [ 2 ] [ 3 ] |
| 1990 | 9.ª                  | Buffalo, Nova Iorque       | •                    | •                    | •                    | •                    | [ 1 ] [ 2 ] [ 3 ] |
| 1991 | 10.ª                 | Oakland, Califórnia        | •                    | •                    | •                    | •                    | [ 1 ] [ 2 ] [ 3 ] |
| 1992 | 11.ª                 | Atlanta, Geórgia           | •                    | •                    | •                    | •                    | [ 1 ] [ 2 ] [ 3 ] |
| 1993 | 12.ª                 | Dallas, Texas              | •                    | •                    | •                    | •                    | [ 1 ] [ 2 ] [ 3 ] |
| 1994 | 13.ª                 | Pittsburgh, Pensilvânia    | •                    | •                    | •                    | •                    | [ 1 ] [ 2 ] [ 3 ] |
| 1995 | 14.ª                 | Detroit, Michigan          | •                    | •                    | •                    | •                    | [ 4 ]             |
| 1996 | 15.ª                 | Springfield, Massachusetts | •                    | •                    | •                    | •                    | [ 5 ]             |
| 1997 | 16.ª                 | Detroit, Michigan          | •                    | •                    | •                    | •                    | [ 6 ]             |
| 1998 | 17.ª                 | Detroit, Michigan          | •                    | •                    | •                    | •                    | [ 7 ]             |
| 1999 | 18.ª                 | Colorado Springs, Colorado | •                    | •                    | •                    | •                    | [ 8 ]             |
| 2000 | 19.ª                 | Colorado Springs, Colorado | •                    | •                    | •                    | •                    | [ 9 ]             |
| 2001 | 20.ª                 | Colorado Springs, Colorado | •                    | •                    | •                    | •                    | [ 10 ]            |
| 2002 | 21.ª                 | Spokane, Washington        | •                    | •                    | •                    | •                    | [ 11 ]            |
| 2003 | 22.ª                 | Reading, Pensilvânia       | •                    | •                    | •                    | •                    | [ 12 ]            |
| 2004 | 23.ª                 | Pittsburgh, Pensilvânia    | •                    | •                    | •                    | •                    | [ 13 ]            |
| 2005 | 24.ª                 | Atlantic City, Nova Jérsei | •                    | •                    | •                    | •                    | [ 14 ]            |
| 2006 | 25.ª                 | Hartford, Connecticut      | •                    | •                    | •                    | •                    | [ 15 ]            |
| 2007 | 26.ª                 | Reading, Pensilvânia       | •                    | •                    | •                    | •                    | [ 16 ]            |
| 2008 | 27.ª                 | Everett, Washington        | •                    | •                    | •                    | •                    | [ 17 ]            |
| 2009 | 28.ª                 | Lake Placid, Nova Iorque   | •                    | •                    | •                    | •                    | [ 18 ]            |
| 2010 | 29.ª                 | Portland, Oregon           | •                    | •                    | •                    | •                    | [ 19 ]            |
| 2011 | 30.ª                 | Ontario, Califórnia        | •                    | •                    | •                    | •                    | [ 20 ]            |
| 2012 | 31.ª                 | Kent, Washington           | •                    | •                    | •                    | •                    | [ 21 ]            |
| 2013 | 32.ª                 | Detroit, Michigan          | •                    | •                    | •                    | •                    | [ 22 ]            |
| 2014 | 33.ª                 | Hoffman Estates, Illinois  | •                    | •                    | •                    | •                    | [ 23 ]            |
| 2015 | 34.ª                 | Milwaukee, Wisconsin       | •                    | •                    | •                    | •                    | [ 24 ]            |
| 2016 | 35.ª                 | Chicago, Illinois          | •                    | •                    | •                    | •                    | [ 25 ]            |
| 2017 | 36.ª                 | Lake Placid, Nova Iorque   | •                    | •                    | •                    | •                    | [ 26 ]            |
| 2018 | 37.ª                 | Everett, Washington        | •                    | •                    | •                    | •                    | [ 27 ]            |

Legenda
- Parte do Grand Prix ISU

## Lista de medalhistas

### Individual masculino
| Evento                           | Ouro                                | Prata                               | Bronze                               |
| Lake Placid 1979 (detalhes)      | Scott Hamilton · Estados Unidos     | Scott Cramer · Estados Unidos       | Jan Hoffmann · Alemanha Oriental     |
| Lake Placid 1980                 | Não houve competição                | Não houve competição                | Não houve competição                 |
| Lake Placid 1981 (detalhes)      | Scott Hamilton · Estados Unidos     | Robert Wagenhoffer · Estados Unidos | Brian Boitano · Estados Unidos       |
| Lake Placid 1982 (detalhes)      | Scott Hamilton · Estados Unidos     | Heiko Fischer · Alemanha Ocidental  | Jozef Sabovčík · Tchecoslováquia     |
| Rochester 1983 (detalhes)        | Brian Boitano · Estados Unidos      | Rudi Cerne · Alemanha Ocidental     | Bobby Beauchamp · Estados Unidos     |
| 1984                             | Não houve competição                | Não houve competição                | Não houve competição                 |
| St. Paul 1985 (detalhes)         | Jozef Sabovčík · Tchecoslováquia    | Brian Boitano · Estados Unidos      | Viktor Petrenko · União Soviética    |
| Portland 1986 (detalhes)         | Brian Boitano · Estados Unidos      | Viktor Petrenko · União Soviética   | Daniel Doran · Estados Unidos        |
| 1987                             | Não houve competição                | Não houve competição                | Não houve competição                 |
| Portland 1988 (detalhes)         | Christopher Bowman · Estados Unidos | Daniel Doran · Estados Unidos       | Todd Eldredge · Estados Unidos       |
| Indianapolis 1989 (detalhes)     | Christopher Bowman · Estados Unidos | Viktor Petrenko · União Soviética   | Kurt Browning · Canadá               |
| Buffalo 1990 (detalhes)          | Viktor Petrenko · União Soviética   | Christopher Bowman · Estados Unidos | Todd Eldredge · Estados Unidos       |
| Oakland 1991 (detalhes)          | Christopher Bowman · Estados Unidos | Petr Barna · República Tcheca       | Todd Eldredge · Estados Unidos       |
| Atlanta 1992 (detalhes)          | Todd Eldredge · Estados Unidos      | Scott Davis · Estados Unidos        | Mark Mitchell · Estados Unidos       |
| Dallas 1993 (detalhes)           | Viktor Petrenko · Ucrânia           | Brian Boitano · Estados Unidos      | Alexei Urmanov · Rússia              |
| Pittsburgh 1994 (detalhes)       | Todd Eldredge · Estados Unidos      | Philippe Candeloro · França         | Éric Millot · França                 |
| Detroit 1995 (detalhes)          | Todd Eldredge · Estados Unidos      | Michael Weiss · Estados Unidos      | Alexander Abt · Rússia               |
| Springfield 1996 (detalhes)      | Todd Eldredge · Estados Unidos      | Alexei Urmanov · Rússia             | Alexei Yagudin · Rússia              |
| Detroit 1997 (detalhes)          | Todd Eldredge · Estados Unidos      | Evgeni Plushenko · Rússia           | Alexander Abt · Rússia               |
| Detroit 1998 (detalhes)          | Alexei Yagudin · Rússia             | Michael Weiss · Estados Unidos      | Alexei Urmanov · Rússia              |
| Colorado Springs 1999 (detalhes) | Alexei Yagudin · Rússia             | Timothy Goebel · Estados Unidos     | Elvis Stojko · Canadá                |
| Colorado Springs 2000 (detalhes) | Timothy Goebel · Estados Unidos     | Alexei Yagudin · Rússia             | Todd Eldredge · Estados Unidos       |
| Colorado Springs 2001 (detalhes) | Timothy Goebel · Estados Unidos     | Takeshi Honda · Japão               | Alexander Abt · Rússia               |
| Spokane 2002 (detalhes)          | Brian Joubert · França              | Alexander Abt · Rússia              | Matthew Savoie · Estados Unidos      |
| Reading 2003 (detalhes)          | Michael Weiss · Estados Unidos      | Takeshi Honda · Japão               | Zhang Min · China                    |
| Pittsburgh 2004 (detalhes)       | Brian Joubert · França              | Ryan Jahnke · Estados Unidos        | Michael Weiss · Estados Unidos       |
| Atlantic City 2005 (detalhes)    | Daisuke Takahashi · Japão           | Evan Lysacek · Estados Unidos       | Brian Joubert · França               |
| Hartford 2006 (detalhes)         | Nobunari Oda · Japão                | Evan Lysacek · Estados Unidos       | Alban Préaubert · França             |
| Reading 2007 (detalhes)          | Daisuke Takahashi · Japão           | Evan Lysacek · Estados Unidos       | Patrick Chan · Canadá                |
| Everett 2008 (detalhes)          | Takahiko Kozuka · Japão             | Johnny Weir · Estados Unidos        | Evan Lysacek · Estados Unidos        |
| Lake Placid 2009 (detalhes)      | Evan Lysacek · Estados Unidos       | Shawn Sawyer · Canadá               | Ryan Bradley · Estados Unidos        |
| Portland 2010 (detalhes)         | Daisuke Takahashi · Japão           | Nobunari Oda · Japão                | Armin Mahbanoozadeh · Estados Unidos |
| Ontario 2011 (detalhes)          | Michal Březina · República Tcheca   | Kevin van der Perren · Bélgica      | Takahiko Kozuka · Japão              |
| Kent 2012 (detalhes)             | Takahiko Kozuka · Japão             | Yuzuru Hanyu · Japão                | Tatsuki Machida · Japão              |
| Detroit 2013 (detalhes)          | Tatsuki Machida · Japão             | Adam Rippon · Estados Unidos        | Max Aaron · Estados Unidos           |
| Hoffman Estates 2014 (detalhes)  | Tatsuki Machida · Japão             | Jason Brown · Estados Unidos        | Nam Nguyen · Canadá                  |
| Milwaukee 2015 (detalhes)        | Max Aaron · Estados Unidos          | Shoma Uno · Japão                   | Jason Brown · Estados Unidos         |
| Chicago 2016 (detalhes)          | Shoma Uno · Japão                   | Jason Brown · Estados Unidos        | Adam Rippon · Estados Unidos         |
| Lake Placid 2017 (detalhes)      | Nathan Chen · Estados Unidos        | Adam Rippon · Estados Unidos        | Sergei Voronov · Rússia              |
| Everett 2018 (detalhes)          | Nathan Chen · Estados Unidos        | Michal Březina · República Tcheca   | Sergei Voronov · Rússia              |
| Referências:                     |                                     |                                     |                                      |

### Individual feminino
| Evento                           | Ouro                                  | Prata                                  | Bronze                              |
| Lake Placid 1979 (detalhes)      | Lisa-Marie Allen · Estados Unidos     | Susanna Driano · Itália                | Sandy Lenz · Estados Unidos         |
| Lake Placid 1980                 | Não houve competição                  | Não houve competição                   | Não houve competição                |
| Lake Placid 1981 (detalhes)      | Vikki de Vries · Estados Unidos       | Elaine Zayak · Estados Unidos          | Claudia Kristofics-Binder · Áustria |
| Lake Placid 1982 (detalhes)      | Rosalynn Sumners · Estados Unidos     | Claudia Leistner · Alemanha Ocidental  | Kristiina Wegelius · Finlândia      |
| Rochester 1983 (detalhes)        | Tiffany Chin · Estados Unidos         | Jill Frost · Estados Unidos            | Kelly Webster · Estados Unidos      |
| 1984                             | Não houve competição                  | Não houve competição                   | Não houve competição                |
| St. Paul 1985 (detalhes)         | Debi Thomas · Estados Unidos          | Tracey Wainman · Canadá                | Katrien Pauwels · Bélgica           |
| Portland 1986 (detalhes)         | Tiffany Chin · Estados Unidos         | Tonya Harding · Estados Unidos         | Agnès Gosselin · França             |
| 1987                             | Não houve competição                  | Não houve competição                   | Não houve competição                |
| Portland 1988 (detalhes)         | Claudia Leistner · Alemanha Ocidental | Midori Ito · Japão                     | Kristi Yamaguchi · Estados Unidos   |
| Indianapolis 1989 (detalhes)     | Tonya Harding · Estados Unidos        | Jill Trenary · Estados Unidos          | Simone Lang · Alemanha Oriental     |
| Buffalo 1990 (detalhes)          | Kristi Yamaguchi · Estados Unidos     | Midori Ito · Japão                     | Tonia Kwiatkowski · Estados Unidos  |
| Oakland 1991 (detalhes)          | Tonya Harding · Estados Unidos        | Kristi Yamaguchi · Estados Unidos      | Surya Bonaly · França               |
| Atlanta 1992 (detalhes)          | Yuka Sato · Japão                     | Nancy Kerrigan · Estados Unidos        | Chen Lu · China                     |
| Dallas 1993 (detalhes)           | Oksana Baiul · Ucrânia                | Surya Bonaly · França                  | Tonya Harding · Estados Unidos      |
| Pittsburgh 1994 (detalhes)       | Surya Bonaly · França                 | Michelle Kwan · Estados Unidos         | Irina Slutskaya · Rússia            |
| Detroit 1995 (detalhes)          | Michelle Kwan · Estados Unidos        | Chen Lu · China                        | Irina Slutskaya · Rússia            |
| Springfield 1996 (detalhes)      | Michelle Kwan · Estados Unidos        | Tonia Kwiatkowski · Estados Unidos     | Sydne Vogel · Estados Unidos        |
| Detroit 1997 (detalhes)          | Michelle Kwan · Estados Unidos        | Tara Lipinski · Estados Unidos         | Elena Sokolova · Rússia             |
| Detroit 1998 (detalhes)          | Maria Butyrskaya · Rússia             | Elena Sokolova · Rússia                | Angela Nikodinov · Estados Unidos   |
| Colorado Springs 1999 (detalhes) | Michelle Kwan · Estados Unidos        | Julia Soldatova · Rússia               | Elena Sokolova · Rússia             |
| Colorado Springs 2000 (detalhes) | Michelle Kwan · Estados Unidos        | Sarah Hughes · Estados Unidos          | Elena Sokolova · Rússia             |
| Colorado Springs 2001 (detalhes) | Michelle Kwan · Estados Unidos        | Sarah Hughes · Estados Unidos          | Viktoria Volchkova · Rússia         |
| Spokane 2002 (detalhes)          | Michelle Kwan · Estados Unidos        | Ann Patrice McDonough · Estados Unidos | Elena Liashenko · Ucrânia           |
| Reading 2003 (detalhes)          | Sasha Cohen · Estados Unidos          | Jennifer Kirk · Estados Unidos         | Shizuka Arakawa · Japão             |
| Pittsburgh 2004 (detalhes)       | Angela Nikodinov · Estados Unidos     | Cynthia Phaneuf · Canadá               | Miki Ando · Japão                   |
| Atlantic City 2005 (detalhes)    | Elena Sokolova · Rússia               | Alissa Czisny · Estados Unidos         | Yoshie Onda · Japão                 |
| Hartford 2006 (detalhes)         | Miki Ando · Japão                     | Kimmie Meissner · Estados Unidos       | Mao Asada · Japão                   |
| Reading 2007 (detalhes)          | Kimmie Meissner · Estados Unidos      | Miki Ando · Japão                      | Caroline Zhang · Estados Unidos     |
| Everett 2008 (detalhes)          | Kim Yu-Na · Coreia do Sul             | Yukari Nakano · Japão                  | Miki Ando · Japão                   |
| Lake Placid 2009 (detalhes)      | Kim Yu-Na · Coreia do Sul             | Rachael Flatt · Estados Unidos         | Júlia Sebestyén · Hungria           |
| Portland 2010 (detalhes)         | Kanako Murakami · Japão               | Rachael Flatt · Estados Unidos         | Carolina Kostner · Itália           |
| Ontario 2011 (detalhes)          | Alissa Czisny · Estados Unidos        | Carolina Kostner · Itália              | Viktoria Helgesson · Suécia         |
| Kent 2012 (detalhes)             | Ashley Wagner · Estados Unidos        | Christina Gao · Estados Unidos         | Adelina Sotnikova · Rússia          |
| Detroit 2013 (detalhes)          | Mao Asada · Japão                     | Ashley Wagner · Estados Unidos         | Elena Radionova · Rússia            |
| Hoffman Estates 2014 (detalhes)  | Elena Radionova · Rússia              | Elizaveta Tuktamysheva · Rússia        | Gracie Gold · Estados Unidos        |
| Milwaukee 2015 (detalhes)        | Evgenia Medvedeva · Rússia            | Gracie Gold · Estados Unidos           | Satoko Miyahara · Japão             |
| Chicago 2016 (detalhes)          | Ashley Wagner · Estados Unidos        | Mariah Bell · Estados Unidos           | Mai Mihara · Japão                  |
| Lake Placid 2017 (detalhes)      | Satoko Miyahara · Japão               | Kaori Sakamoto · Japão                 | Bradie Tennell · Estados Unidos     |
| Everett 2018 (detalhes)          | Satoko Miyahara · Japão               | Kaori Sakamoto · Japão                 | Sofia Samodurova · Rússia           |
| Referências:                     |                                       |                                        |                                     |

### Duplas
| Evento                           | Ouro                                                   | Prata                                                  | Bronze                                                   |
| Lake Placid 1979 (detalhes)      | Sabine Baeß · Tassilo Thierbach · Alemanha Oriental    | Caitlin Carruthers · Peter Carruthers · Estados Unidos | Vickie Heasley · Robert Wagenhoffer · Estados Unidos     |
| Lake Placid 1980                 | Não houve competição                                   | Não houve competição                                   | Não houve competição                                     |
| Lake Placid 1981 (detalhes)      | Barbara Underhill · Paul Martini · Canadá              | Caitlin Carruthers · Peter Carruthers · Estados Unidos | Elena Valova · Oleg Vassiliev · União Soviética          |
| Lake Placid 1982 (detalhes)      | Elena Valova · Oleg Vassiliev · União Soviética        | Lea Ann Miller · William Fauver · Estados Unidos       | Nellie Chervotkina · Viktor Teslya · União Soviética     |
| Rochester 1983 (detalhes)        | Caitlin Carruthers · Peter Carruthers · Estados Unidos | Jill Watson · Burt Lancon · Estados Unidos             | Melinda Kunhegyi · Lyndon Johnston · Canadá              |
| 1984                             | Não houve competição                                   | Não houve competição                                   | Não houve competição                                     |
| St. Paul 1985 (detalhes)         | Jill Watson · Peter Oppegard · Estados Unidos          | Elena Bechke · Valeri Kornienko · União Soviética      | Gillian Wachsman · Todd Waggoner · Estados Unidos        |
| Portland 1986 (detalhes)         | Katy Keeley · Joseph Mero · Estados Unidos             | Denise Benning · Lyndon Johnston · Canadá              | Liudmila Koblova · Andrei Kalitin · União Soviética      |
| 1987                             | Não houve competição                                   | Não houve competição                                   | Não houve competição                                     |
| Portland 1988 (detalhes)         | Natalia Mishkutenok · Artur Dmitriev · União Soviética | Marina Eltsova · Sergei Zaitsev · União Soviética      | Natalie Seybold · Wayne Seybold · Estados Unidos         |
| Indianapolis 1989 (detalhes)     | Natalia Mishkutenok · Artur Dmitriev · União Soviética | Kristi Yamaguchi · Rudy Galindo · Estados Unidos       | Peggy Schwarz · Alexander König · Alemanha Oriental      |
| Buffalo 1990 (detalhes)          | Marina Eltsova · Andrei Bushkov · União Soviética      | Radka Kovaříková · René Novotný · República Tcheca     | Mandy Wötzel · Axel Rauschenbach · Alemanha              |
| Oakland 1991 (detalhes)          | Calla Urbanski · Rocky Marval · Estados Unidos         | Elena Nikonova · Nikolai Apter · União Soviética       | Peggy Schwarz · Alexander König · Alemanha               |
| Atlanta 1992 (detalhes)          | Marina Eltsova · Andrei Bushkov · Rússia               | Radka Kovaříková · René Novotný · República Tcheca     | Evgenia Shishkova · Vadim Naumov · Rússia                |
| Dallas 1993 (detalhes)           | Evgenia Shishkova · Vadim Naumov · Rússia              | Kyoko Ina · Jason Dungjen · Estados Unidos             | Karen Courtland · Todd Reynolds · Estados Unidos         |
| Pittsburgh 1994 (detalhes)       | Marina Eltsova · Andrei Bushkov · Rússia               | Evgenia Shishkova · Vadim Naumov · Rússia              | Radka Kovaříková · René Novotný · República Tcheca       |
| Detroit 1995 (detalhes)          | Marina Eltsova · Andrei Bushkov · Rússia               | Jenni Meno · Todd Sand · Estados Unidos                | Elena Berezhnaya · Oleg Shliakhov · Letônia              |
| Springfield 1996 (detalhes)      | Oksana Kazakova · Artur Dmitriev · Rússia              | Shelby Lyons · Brian Wells · Estados Unidos            | Stephanie Stiegler · John Zimmerman · Estados Unidos     |
| Detroit 1997 (detalhes)          | Marina Eltsova · Andrei Bushkov · Rússia               | Kyoko Ina · Jason Dungjen · Estados Unidos             | Evgenia Shishkova · Vadim Naumov · Rússia                |
| Detroit 1998 (detalhes)          | Elena Berezhnaya · Anton Sikharulidze · Rússia         | Kristy Wirtz · Kris Wirtz · Canadá                     | Viktoria Maxiuta · Vladislav Zhovnirski · Rússia         |
| Colorado Springs 1999 (detalhes) | Jamie Salé · David Pelletier · Canadá                  | Sarah Abitbol · Stéphane Bernadis · França             | Elena Berezhnaya · Anton Sikharulidze · Rússia           |
| Colorado Springs 2000 (detalhes) | Jamie Salé · David Pelletier · Canadá                  | Shen Xue · Zhao Hongbo · China                         | Tatiana Totmianina · Maxim Marinin · Rússia              |
| Colorado Springs 2001 (detalhes) | Jamie Salé · David Pelletier · Canadá                  | Kyoko Ina · John Zimmerman · Estados Unidos            | Tatiana Totmianina · Maxim Marinin · Rússia              |
| Spokane 2002 (detalhes)          | Tatiana Totmianina · Maxim Marinin · Rússia            | Anabelle Langlois · Patrice Archetto · Canadá          | Pang Qing · Tong Jian · China                            |
| Reading 2003 (detalhes)          | Pang Qing · Tong Jian · China                          | Maria Petrova · Alexei Tikhonov · Rússia               | Zhang Dan · Zhang Hao · China                            |
| Pittsburgh 2004 (detalhes)       | Zhang Dan · Zhang Hao · China                          | Julia Obertas · Sergei Slavnov · Rússia                | Rena Inoue · John Baldwin · Estados Unidos               |
| Atlantic City 2005 (detalhes)    | Zhang Dan · Zhang Hao · China                          | Rena Inoue · John Baldwin · Estados Unidos             | Julia Obertas · Sergei Slavnov · Rússia                  |
| Hartford 2006 (detalhes)         | Rena Inoue · John Baldwin · Estados Unidos             | Dorota Siudek · Mariusz Siudek · Polônia               | Naomi Nari Nam · Themistocles Leftheris · Estados Unidos |
| Reading 2007 (detalhes)          | Jessica Dubé · Bryce Davison · Canadá                  | Pang Qing · Tong Jian · China                          | Vera Bazarova · Yuri Larionov · Rússia                   |
| Everett 2008 (detalhes)          | Aliona Savchenko · Robin Szolkowy · Alemanha           | Keauna McLaughlin · Rockne Brubaker · Estados Unidos   | Maria Mukhortova · Maxim Trankov · Rússia                |
| Lake Placid 2009 (detalhes)      | Shen Xue · Zhao Hongbo · China                         | Tatiana Volosozhar · Stanislav Morozov · Ucrânia       | Zhang Dan · Zhang Hao · China                            |
| Portland 2010 (detalhes)         | Aliona Savchenko · Robin Szolkowy · Alemanha           | Kirsten Moore-Towers · Dylan Moscovitch · Canadá       | Sui Wenjing · Han Cong · China                           |
| Ontario 2011 (detalhes)          | Aliona Savchenko · Robin Szolkowy · Alemanha           | Zhang Dan · Zhang Hao · China                          | Kirsten Moore-Towers · Dylan Moscovitch · Canadá         |
| Kent 2012 (detalhes)             | Tatiana Volosozhar · Maxim Trankov · Rússia            | Pang Qing · Tong Jian · China                          | Caydee Denney · John Coughlin · Estados Unidos           |
| Detroit 2013 (detalhes)          | Tatiana Volosozhar · Maxim Trankov · Rússia            | Kirsten Moore-Towers · Dylan Moscovitch · Canadá       | Ksenia Stolbova · Fedor Klimov · Rússia                  |
| Hoffman Estates 2014 (detalhes)  | Yuko Kavaguti · Alexander Smirnov · Rússia             | Haven Denney · Brandon Frazier · Estados Unidos        | Peng Cheng · Zhang Hao · China                           |
| Milwaukee 2015 (detalhes)        | Sui Wenjing · Han Cong · China                         | Alexa Scimeca · Chris Knierim · Estados Unidos         | Julianne Séguin · Charlie Bilodeau · Canadá              |
| Chicago 2016 (detalhes)          | Julianne Séguin · Charlie Bilodeau · Canadá            | Haven Denney · Brandon Frazier · Estados Unidos        | Evgenia Tarasova · Vladimir Morozov · Rússia             |
| Lake Placid 2017 (detalhes)      | Aliona Savchenko · Bruno Massot · Alemanha             | Yu Xiaoyu · Zhang Hao · China                          | Meagan Duhamel · Eric Radford · Canadá                   |
| Everett 2018 (detalhes)          | Evgenia Tarasova · Vladimir Morozov · Rússia           | Alisa Efimova · Alexander Korovin · Rússia             | Ashley Cain · Timothy LeDuc · Estados Unidos             |
| Referências:                     |                                                        |                                                        |                                                          |

### Dança no gelo
| Evento                           | Ouro                                                | Prata                                                 | Bronze                                                     |
| Lake Placid 1979 (detalhes)      | Krisztina Regőczy · András Sallay · Hungria         | Natalia Bestemianova · Andrei Bukin · União Soviética | Lorna Wighton · John Dowding · Canadá                      |
| Lake Placid 1980                 | Não houve competição                                | Não houve competição                                  | Não houve competição                                       |
| Lake Placid 1981 (detalhes)      | Judy Blumberg · Michael Seibert · Estados Unidos    | Elena Garanina · Igor Zavozin · União Soviética       | Karen Barber · Nicky Slater · Reino Unido                  |
| Lake Placid 1982 (detalhes)      | Elisa Spitz · Scott Gregory · Estados Unidos        | Elena Garanina · Igor Zavozin · União Soviética       | Karyn Garossino · Rod Garossino · Canadá                   |
| Rochester 1983 (detalhes)        | Elisa Spitz · Scott Gregory · Estados Unidos        | Kelly Johnson · John Thomas · Canadá                  | Wendy Sessions · Stephen Williams · Reino Unido            |
| 1984                             | Não houve competição                                | Não houve competição                                  | Não houve competição                                       |
| St. Paul 1985 (detalhes)         | Renée Roca · Donald Adair · Estados Unidos          | Irina Zhuk · Oleg Petrov · União Soviética            | Antonia Becherer · Ferdinand Becherer · Alemanha Ocidental |
| Portland 1986 (detalhes)         | Isabelle Duchesnay · Paul Duchesnay · França        | Suzanne Semanick · Scott Gregory · Estados Unidos     | Jo-Anne Borlase · Scott Chalmers · Canadá                  |
| 1987                             | Não houve competição                                | Não houve competição                                  | Não houve competição                                       |
| Portland 1988 (detalhes)         | Susan Wynne · Joseph Druar · Estados Unidos         | Svetlana Liapina · Gorsha Sur · União Soviética       | Renée Roca · James Yorke · Estados Unidos                  |
| Indianapolis 1989 (detalhes)     | Maya Usova · Alexander Zhulin · União Soviética     | April Sargent · Russ Witherby · Estados Unidos        | Jo-Anne Borlase · Martin Smith · Canadá                    |
| Buffalo 1990 (detalhes)          | Stefania Calegari · Pasquale Camerlengo · Itália    | Isabelle Sarech · Xavier Debernis · França            | Ilona Melnichenko · Gennadi Kaskov · União Soviética       |
| Oakland 1991 (detalhes)          | Tatiana Navka · Samuel Gezalian · União Soviética   | Susanna Rahkamo · Petri Kokko · Finlândia             | Dominique Yvon · Frédéric Palluel · França                 |
| Atlanta 1992 (detalhes)          | Maya Usova · Alexander Zhulin · Rússia              | Sophie Moniotte · Pascal Lavanchy · França            | Elizabeth Punsalan · Jerod Swallow · Estados Unidos        |
| Dallas 1993 (detalhes)           | Sophie Moniotte · Pascal Lavanchy · França          | Kateřina Mrázová · Martin Šimeček · República Tcheca  | Renée Roca · Gorsha Sur · Estados Unidos                   |
| Pittsburgh 1994 (detalhes)       | Elizabeth Punsalan · Jerod Swallow · Estados Unidos | Marina Anissina · Gwendal Peizerat · França           | Elizaveta Stekolnikova · Dmitri Kazarliga · Cazaquistão    |
| Detroit 1995 (detalhes)          | Oksana Grishuk · Evgeni Platov · Rússia             | Anjelika Krylova · Oleg Ovsyannikov · Rússia          | Renée Roca · Gorsha Sur · Estados Unidos                   |
| Springfield 1996 (detalhes)      | Anjelika Krylova · Oleg Ovsyannikov · Rússia        | Irina Lobacheva · Ilia Averbukh · Rússia              | Sophie Moniotte · Pascal Lavanchy · França                 |
| Detroit 1997 (detalhes)          | Elizabeth Punsalan · Jerod Swallow · Estados Unidos | Barbara Fusar-Poli · Maurizio Margaglio · Itália      | Anna Semenovich · Vladimir Fedorov · Rússia                |
| Detroit 1998 (detalhes)          | Marina Anissina · Gwendal Peizerat · França         | Irina Lobacheva · Ilia Averbukh · Rússia              | Barbara Fusar-Poli · Maurizio Margaglio · Itália           |
| Colorado Springs 1999 (detalhes) | Barbara Fusar-Poli · Maurizio Margaglio · Itália    | Irina Lobacheva · Ilia Averbukh · Rússia              | Naomi Lang · Peter Tchernyshev · Estados Unidos            |
| Colorado Springs 2000 (detalhes) | Barbara Fusar-Poli · Maurizio Margaglio · Itália    | Margarita Drobiazko · Povilas Vanagas · Lituânia      | Shae-Lynn Bourne · Viktor Kraatz · Canadá                  |
| Colorado Springs 2001 (detalhes) | Shae-Lynn Bourne · Victor Kraatz · Canadá           | Galit Chait · Sergei Sakhnovski · Israel              | Margarita Drobiazko · Povilas Vanagas · Lituânia           |
| Spokane 2002 (detalhes)          | Elena Grushina · Ruslan Goncharov · Ucrânia         | Tatiana Navka · Roman Kostomarov · Rússia             | Tanith Belbin · Benjamin Agosto · Estados Unidos           |
| Reading 2003 (detalhes)          | Tanith Belbin · Benjamin Agosto · Estados Unidos    | Elena Grushina · Ruslan Goncharov · Ucrânia           | Isabelle Delobel · Olivier Schoenfelder · França           |
| Pittsburgh 2004 (detalhes)       | Tanith Belbin · Benjamin Agosto · Estados Unidos    | Galit Chait · Sergei Sakhnovski · Israel              | Megan Wing · Aaron Lowe · Canadá                           |
| Atlantic City 2005 (detalhes)    | Tanith Belbin · Benjamin Agosto · Estados Unidos    | Isabelle Delobel · Olivier Schoenfelder · França      | Oksana Domnina · Maxim Shabalin · Rússia                   |
| Hartford 2006 (detalhes)         | Albena Denkova · Maxim Staviski · Bulgária          | Melissa Gregory · Denis Petukhov · Estados Unidos     | Nathalie Péchalat · Fabian Bourzat · França                |
| Reading 2007 (detalhes)          | Tanith Belbin · Benjamin Agosto · Estados Unidos    | Nathalie Péchalat · Fabian Bourzat · França           | Federica Faiella · Massimo Scali · Itália                  |
| Everett 2008 (detalhes)          | Isabelle Delobel · Olivier Schoenfelder · França    | Tanith Belbin · Benjamin Agosto · Estados Unidos      | Sinead Kerr · John Kerr · Reino Unido                      |
| Lake Placid 2009 (detalhes)      | Tanith Belbin · Benjamin Agosto · Estados Unidos    | Anna Cappellini · Luca Lanotte · Itália               | Alexandra Zaretski · Roman Zaretski · Israel               |
| Portland 2010 (detalhes)         | Meryl Davis · Charlie White · Estados Unidos        | Vanessa Crone · Paul Poirier · Canadá                 | Maia Shibutani · Alex Shibutani · Estados Unidos           |
| Ontario 2011 (detalhes)          | Meryl Davis · Charlie White · Estados Unidos        | Nathalie Péchalat · Fabian Bourzat · França           | Isabella Tobias · Deividas Stagniūnas · Lituânia           |
| Kent 2012 (detalhes)             | Meryl Davis · Charlie White · Estados Unidos        | Ekaterina Bobrova · Dmitri Soloviev · Rússia          | Kaitlyn Weaver · Andrew Poje · Canadá                      |
| Detroit 2013 (detalhes)          | Meryl Davis · Charlie White · Estados Unidos        | Anna Cappellini · Luca Lanotte · Itália               | Maia Shibutani · Alex Shibutani · Estados Unidos           |
| Hoffman Estates 2014 (detalhes)  | Madison Chock · Evan Bates · Estados Unidos         | Maia Shibutani · Alex Shibutani · Estados Unidos      | Alexandra Stepanova · Ivan Bukin · Rússia                  |
| Milwaukee 2015 (detalhes)        | Madison Chock · Evan Bates · Estados Unidos         | Victoria Sinitsina · Nikita Katsalapov · Rússia       | Piper Gilles · Paul Poirier · Canadá                       |
| Chicago 2016 (detalhes)          | Maia Shibutani · Alex Shibutani · Estados Unidos    | Madison Hubbell · Zachary Donohue · Estados Unidos    | Ekaterina Bobrova · Dmitri Soloviev · Rússia               |
| Lake Placid 2017 (detalhes)      | Maia Shibutani · Alex Shibutani · Estados Unidos    | Anna Cappellini · Luca Lanotte · Itália               | Victoria Sinitsina · Nikita Katsalapov · Rússia            |
| Everett 2018 (detalhes)          | Madison Hubbell · Zachary Donohue · Estados Unidos  | Charlène Guignard · Marco Fabbri · Itália             | Tiffany Zahorski · Jonathan Guerreiro · Rússia             |
| Referências:                     |                                                     |                                                       |                                                            |